# José María Checa
José María Checa y Calle fue un abogado y político peruano.
Nació en Ayabaca, Perú, en 1835 siendo el tercer hijo de Bernardo Checa y Calle y Francisca Calle. Fue abogado, juez y Presidente de la Corte Superior de Justicia de La Libertad entre 1911 y 1912. 
Durante la Guerra del Pacífico, Checa fue Director del Colegio Nacional San Juan de Trujillo y gestó la formaicón de agrupamientos para proteger la ciudad ante una posible invasión chilena. Luego de la guerra, ocupó la dirección del colegio entre 1885 y 1906. Adicionalmente ocupó el cargo de Rector de la Universidad Nacional de Trujillo en 1909 hasta 1918. En 1892 fue elegido diputado por la provincia de Ayabaca. Su mandato se vio interrumpido por la Guerra civil de 1894.
Falleció en Trujillo en 1927.